# Кюн, Юлиус (гандболист)
Юлиус Кюн (нем. Julius Kühn; род. 1 апреля 1993 года) — немецкий гандболист, выступает за немецкий клуб «Битигхайм».

## Карьера

### Клубная
Юлиус Кюн воспитанник клуба «Дюссельдорф». В 2011 году Юлиус Кюн заключил первый профессиональный контракт с клубом «Дюссельдорф», где провёл один сезон. В 2012 году, Юлиус Кюн перешёл в клуб «ТУСЕМ Эссен». По итогам сезона 2012/2013, «ТУСЕМ Эссен» вылетел во вторую бундеслигу. В 2014 году Юлиус Кюн перешёл в клуб «Гуммерсбах». 17 мая 2017 года Юлиус Кюн заключил контракт с клубом «МТ Мельзунген»

### В сборной
В сборной Германии Юлиус Кюн сыграл 5 матчей и забил 10 голов. Участник чемпионата Европы 2016 года в Польше, где сборная Германии стала победителем турнира.

## Награды
- победитель чемпионата Европы: 2016
- Бронзовый призёр летних Олимпийских игр: 2016

## Статистика
Клубная статистика Юлиуса Кюна.

Статистика Юлиуса Кюна в сезоне 2018/19 указана на 11.8.2019
| Сезон        | Клуб          | Лига       | Матчи | Голы | 7-метр | Голы |
| ------------ | ------------- | ---------- | ----- | ---- | ------ | ---- |
| 2014/15      | ГК Гуммерсбах | Бундеслига | 36    | 113  | 0      | 113  |
| 2015/16      | ГК Гуммерсбах | Бундеслига | 32    | 161  | 5      | 156  |
| 2016/17      | ГК Гуммерсбах | Бундеслига | 26    | 166  | 39     | 127  |
| 2017/18      | МТ Мельзунген | Бундеслига | 33    | 224  | 9      | 215  |
| 2018/19      | МТ Мельзунген | Бундеслига | 10    | 62   | 0      | 62   |
| 2014–по н.в. | Итого         | Бундеслига | 137   | 726  | 53     | 673  |